# Кривичі
Кривичі (д.-рус. кривичи, кривічи, кривиче, кривицѣ) — одне з численних східнослов'янських племен (союзів племен) 6-9 століття, згадуваних у давньоруських літописах. Жили у верхів'ях Дніпра, Західної Двіни, Волги, у частині Озерного Краю, у басейні Німану та в південній частині басейну Чудського озера. Відомі їхні міста: Смоленськ, Полоцьк, Ізборськ, численні селища «Кривичі» (топоніми), Торопець і, можливо, Псков. Відгалуженням кривичів були ільменські слов'яни. Міграція кривичів відбулася у згаданий регіон у VI ст. н. е. з півдня Карпат-Волині та з заходу у VIII ст..
Наприкінці 9 століття земля кривичів увійшла до складу Київської Русі.
Вважається, що останній племінний князь кривичів Рогволод разом із синами був убитий у 980 новгородським князем Володимиром Святославичем.
Кривичі разом з радимичами, дреговичами, ятвягами утворили білоруський народ, пізніше значна частина увійшла у формування росіян.

## Етимологія
Етнонім «кривичі» різні історики пояснюють по-різному. За одною з версій, назва походить від імені легендарного прародителя слов'ян-кривичів Крива (у творі Костянтина Багрянородного кривичі названі Κριβιτσηνοι), за другою — від імені первосвященика балтів Криве-Кривейте. Пов'язують етнонім також зі слов'янськими лексемами «кров» (тобто «кровні родичі»), «кривий».
Плем'я кривичів могло залишити свій слід у назвах поселень. Це  Кривичі, історична Віленщина, сучасна Мінська область, Кривчиці (район Львова), Кривичі (Львівщина), Кривичі (Рівненщина), Кривецьке (Чернігівщина).

## Історія
На момент 869 року від Р. Х. (нашої ери) 6367 року від сотворення світу, ареал розселення кривичів зазначений літописом: иже сѣдѧть на верхъ Ж Волгы . и на вѣрхъ Двины . и на вѣрхъ Днѣпра . ихъ же и городъ єсть Смолѣнескъ . туда бо сѣдѧть Кривичи. Літописець несхвально відгукувався про них:
|  | …В'ятичі та інші погани, це кривичі, котрі створюють звичаї не дотримання Закону Божого, але діють самі не законно вважаючи самих себе законом. Оригінальний текст (ст.-слов.) ...О и нн҃ѣ . си же ѡбычаи творѧху и Кривічи . и прочии погании . не вѣдуще закона Бж҃иа . но творѧху сами себѣ законъ |

.
Основні заняття кривичів це землеробство, а також скотарство і ремесла (залізоробне, ковальське, ювелірне та ін.). На землях кривичів утворилися Смоленське і Полоцьке князівства, а північно-західна частина їхньої території увійшла до складу володінь Новгорода.
Востаннє кривичі згадуються літописом під таким племінним ім'ям у 1162 році.
Так в Іпатіївському списку кривичі згадані востаннє у 1128 році, а полоцьких князів названо кривицькими в 1140 і 1162 роках. Після цього кривичі більше не згадуються в східнослов'янських літописах. Проте племінне ім'я кривичі ще досить довго вживалося в іноземних джерелах (аж до кінця XVII століття). У латиську мову слово krievs увійшло для позначення русі взагалі. У латиській мові досі росіяни називаються krievi, Росія — Krievija, а Білорусь — Baltkrievija.

## Антропологія
Для кривичів був характерний високий зріст, доліхокефалія, вузьке обличчя, виступаючий хвилястий ніс, окреслене підборіддя — тип характерний для валдайського типу і нордичної раси в цілому. Віктор Бунак у 1932 р. прийшов до висновку про подібність доліхоцефальних кривичів з алеманами, як представниками північного типу, а східних кривичів — з сублапоноїдним населенням.

## Походження
Згідно з академічними джерела, зокрема від Інституту етнології та антропології РАН, фіно-угорські групи (меря, мурома, мещера, чудь, весь) передали свої риси кривичам, а також словенам новгородським та в'ятичам, які згодом стали основою росіян.
Згідно «Кривицької концепції» предками білорусів є кривичі і, завдяки їх самобутності, сучасні білоруси відрізняються від росіян і українців. Автори концепції вважали за потрібне називати білорусів кривичами, а Білорусь — Кривія (Кривь). Прихильники Кривицької концепції: Вацлав Ластовський, Олександр Шлюбський.
Про кривичів як племінний союз, сформований унаслідку поступової асиміляції (слов'янізації) сторонніми слов'янами місцевих балтських і західнофінських племен, переконливо свідчать дані археології.
До того ж уточнюється, що спочатку кривичі прийшли на Псковщину (VI століття: Культура псковських довгих курганів), рухаючись через середню течію ріки Німан, а пізніше частина з них просунулася на південь і заселила Смоленщину та східну Білорусь. Рання дата появи кривичів саме в районі Пскова пояснюється меншою щільністю заселення теренів місцевим населенням порівняно з південним ареалом їхнього майбутнього поширення.
Щодо розв'язання питання про походження слов'янських предків кривичів існують різні точки зору.

### Лютичі та неври
Чеський історик Павло Шафарик предками кривичів вважав лютичів і неврів:
|  | В окрузі Віленській та Троцькій до першої половини XIII століття «жили Вільці й Велети, нащадки Неврів та інших слов'ян», «Вельти (нім. Welti): так називався сильний і в історії Середніх віків більше за інших слов'ян прославлений нарід, Велети або Лютичі, прозвані Вовками, в перший раз згадуються Олександрійським географом … Їх житла … у губернії Віленській. Я їх визнаю предками наступних Кривичів . |

### Карпати
На користь гіпотези походження з карпатського регіону свідчать літописи, що вказують на походження кривичів, зокрема — полочан (поряд з древлянами, полянами-дніпровськими і дреговичами) від осідлих на території Білорусі племен білих хорватів, сербів і хорутан, які мігрували в верхів'я р. Дніпра в VI—VII століттях.

### Північ Польщі
Друга гіпотеза ґрунтується на працях сучасних лінгвістів. Зокрема, порівняльний аналіз Володимира Топорова, зроблений за результатами досліджень Андрія Залізняка мови новгородських берестяних грамот і давнього кривицького діалекту, проведеного Сергієм Ніколаєвим, засвідчує вихідну приналежність діалекту кривичів до північно-західної слов'янської діалектної групи.

## Археологічна культура
Відмінною рисою поховань кривичів є довгі кургани — валообразні земляні насипи. Усі довгі кургани містять поховання за обрядом трупоспалення. Кривицька курганна культура відрізняється від синхронних слов'янських культур Подніпров'я. Іншими кривицькими артефактами є бронзові серпоподібні скроневі кільця, скляні намиста, ножі, вістря списів, серпи, кераміка (пряслиця і виготовлені на гончарному крузі горщики). На територіях розселення кривичів переважали селища з будинками стовпової конструкції з вогнищами, заглибленими в підлогу, розташовані в центрі житла.

## Мова
Кривицька племінна мова була мовно роздробленою й протиставлена всім іншим пізньодніпрослов'янським діалектним формуванням. Племінна мова кривичів ділилася на:
1. псковський діалект, що ділився на північнопсковський, центральнопсковський та південнопсковський: похідними від північнопсковського є онежські говори й багато північно-східних (вятські, уральські, сибірські) російські говірки на територіях нового заселення;
2. давньоновгородський діалект (давньоновгородського койне), що склався при взаємодії псковських та ільменсько-словенських (не кривицьких) говорів;
3. смоленський діалект, до якого сходить частина російських і північно-східних білоруських говірок;
4. верхньоволзький діалект, до якого сходить частина селігеро-торжковських говорів;
5. полоцький діалект, на основі якого сформувалися північні й північно-західні білоруські говірки;
6. західний діалект, до якого сходить частина білоруських говірок північної Гродненщини.

Давньокривицькі говори (в основному південнопсковські та смоленські) взяли участь й у формуванні багатьох російських говірок на схід і захід від Московії (так званий «кривицький пояс»).

## Цікаві факти
Ще 1859 року під час перепису населення жителів Віленської губернії 23 тис. осіб назвалися кривичами, 150 тис. — білорусами.